# Jordanoleiopus albosuturalis
Jordanoleiopus albosuturalis es una especie de escarabajo longicornio del género Jordanoleiopus, tribu Acanthocinini, familia Cerambycidae. Fue descrita científicamente por Breuning en 1955.

## Distribución
Se distribuye por Kenia y Uganda.

## Descripción
La especie mide 4 milímetros de longitud.